# Pajsijević
Pajsijević (izvirno srbsko Пајсијевић) je naselje v Srbiji, ki upravno spada pod Občino Knić; slednja pa je del Šumadijskega upravnega okraja.

## Demografija
V naselju, katerega izvirno (srbsko-cirilično) ime je Пајсијевић, živi 438 polnoletnih prebivalcev, pri čemer je njihova povprečna starost 46,0 let (43,4 pri moških in 48,5 pri ženskah). Naselje ima 181 gospodinjstev, pri čemer je povprečno število članov na gospodinjstvo 3,01.
To naselje je, glede na rezultate popisa iz leta 2002, večinoma srbsko, a v času zadnjih treh popisov je opazno zmanjšanje števila prebivalcev.
|  |

| Demografija | Demografija     | Demografija     |
| Leto        | Št. prebivalcev | Št. prebivalcev |
| ----------- | --------------- | --------------- |
|             |                 |                 |
|             |                 |                 |
|             |                 |                 |
|             |                 |                 |
| 1948        | 1220            |                 |
| 1953        | 1147            |                 |
| 1961        | 1051            |                 |
| 1971        | 889             |                 |
| 1981        | 833             |                 |
| 1991        | 657             | 634             |
| 2002        | 547             | 545             |
|             |                 |                 |

| Etnična sestava po popisu iz leta 2002 | Etnična sestava po popisu iz leta 2002 | Etnična sestava po popisu iz leta 2002 | Etnična sestava po popisu iz leta 2002 | Etnična sestava po popisu iz leta 2002 |
| -------------------------------------- | -------------------------------------- | -------------------------------------- | -------------------------------------- | -------------------------------------- |
| Srbi                                   | Srbi                                   |                                        | 540                                    | 99,08%                                 |
| Črnogorci                              | Črnogorci                              |                                        | 4                                      | 0,73%                                  |
| Neznano                                | Neznano                                |                                        | 0                                      | 0,0%                                   |